# Una strega in paradiso
Una strega in paradiso (Bell, Book and Candle) è un film del 1958 diretto da Richard Quine.

## Trama
Al Greenwich Village, un'antiquaria di arte primitiva, la bionda e sensuale Gil, è in realtà una strega che usa le sue arti magiche e quelle del suo gatto siamese Cagliostro per far innamorare il nuovo vicino di casa, Shepherd Henderson,
uno scettico editore in procinto di sposare Merle, sua ex odiata compagna di college e per mandare a monte le nozze con la complicità di Queenie, la zia strega, e del fratello Nicky, un maliardo (equivalente maschile di strega nel linguaggio della magia). Nicky fa amicizia con Sidney Redlitch, uno scrittore alla moda a caccia di notizie proprio sul mondo della magia, fatto arrivare dal Messico a New York da Gil con un incantesimo per farlo incontrare con Shep che è interessato ai suoi libri. Nicky lo mette al corrente di molti segreti degli adepti e gli confessa di essere egli stesso un maliardo. Gil però si pente di ciò che ha fatto e confessa tutto a Shep: lui all'inizio non le crede, ma Queenie e Nicky lo convincono che la magia esiste e che è stata usata contro di lui; lo portano dalla signora Bianca De Passe, definita da Gil una "fattucchiera", per fargli togliere l'incantesimo. Arrabbiato, Shep non vuole più saperne di Gil e di tutta la sua combriccola di stregoni: cerca di riconquistare la fidanzata che ora non vuole più vederlo e che non crede a una parola sull'incantesimo. Gil intanto si rende conto di amare davvero Shep e quando versa la prima lacrima (cosa che streghe e maghi non possono fare) perde per sempre tutti i suoi poteri; Cagliostro la abbandona e se ne va dalla zia Queenie. Ora Gil dovrà riconquistare Shep senza magia, con il suo nuovo aspetto di normale venditrice di conchiglie e fiori esotici, quando Shep, irresistibilmente attratto da lei, rientrerà nel suo negozio.

## Colonna sonora
- Stormy Weather - eseguita da Jack Lemmon ai bongo con la banda allo Zodiac Club[3]
- Deck the Halls - eseguita da James Stewart
- Jingle Bells - sottofondo dei titoli di testa

## Riconoscimenti
- Premi Oscar 1959: Nomination per la migliore scenografia e i migliori costumi
- Candidato al Golden Globe per il miglior film commedia
- Ernie Kovacs è stato candidato come miglior attore comico ai Laurel Awards

## Critica
Per il Dizionario Mereghetti si tratta di «una commedia romantica non particolarmente originale ma ben sorretta da interpreti in stato di grazia». Secondo il Dizionario Morandini è «un divertimento elegante e sofisticato».